# Prozor-Rama
Prozor-Rama je općina u sjevernoj Hercegovini. Sjedište općine je u gradu Prozoru, a općina pripada Hercegovačko-neretvanskoj županiji.

## Zemljopis
Općina Prozor-Rama prostire se na visoravni i dolinama pritoka rijeke Rame: Crime, Ljubunčice ili Dušćice i Volujaka. Tradicijski naginje Bosni, a danas je bilježe još kao sjeverni dio Hercegovine. Crkveno, Rama pripada Franjevačkoj provinciji Bosni Srebrnoj. Ramski kraj okružen je planinama: obroncima Bitovnje, na sjeveru Radušom, Vranicom i Zecom, s istoka Studenom planinom i Bokševicom, a s juga obroncima Čvrsnice i Vrana, na zapadu Ljubušom.
Gornji tok rijeke Rame prekrilo je Ramsko jezero, a donji tok i ušće Jablaničko jezero. Područje današnje općine Prozor-Rama uokvireno je visokim i teško prohodnim planinama (Makljen, Raduša, Vran, Ljubuša i Čvrsnica). Posebno je nepristupačan vrletni masiv planine Čvrsnice, koji ovaj kraj okružuje s njegove južne strane. Nešto prohodnije i niže planine su prema zapadu i sjeveru, pa su se tuda protezali glavni putevi koji su ovaj kraj povezali s drugim mjestima. Uz vodene tokove, pogotovo rijeke Rame, bile su smještene, ne baš brojne i prostrane, ali vrlo plodne doline, od kojih je najveća i najplodnija bila ona u gornjem toku Rame. Danas gotovo cijelu dolinu prekriva Ramsko jezero. Konfiguracija tla općine uvjetovala je da se neka njegova sela nalaze se na svega 300 metara, pa i manje, a neka iznad 900 metara nadmorske visine. Klimatski uvjeti nisu surovi zahvaljujući utjecaju mediteranske klime, koja prodire dolinama Neretve i Rame. Zbog toga je cijeli ovaj kraj vrlo ugodan i pitom.

## Povijest

### Prapovijest: paleolitik, neolitik
Arheološki nalazi svjedoče da se u Rami život odvijao još u prapovijesti. Milenko S. Filipović istraživao je Ramu od 1932. do 1935. i rezultate objavio u svojoj knjizi „Rama u Bosni“ 1955. godine. Filipović navodi da su u Varvari, na Velikoj gradini obavljena temeljita istraživanja 1905. i 1912. godine. Iskapanja je vodio bečki arheolog Carl Patsch. Otkriven je klin iz paleolitika, oruđe iz neolitika; dvije sjekire, nož ili strugača od jaspisa i kalupi za lijevanje bronce te različiti predmeti i posuđe od keramike s ručicom rađenom ručno.
Na području Prozora i doline Rame nalaze se mnoga arheološka nalazišta: na Velikoj Gradini na vrelu Rame nađen je čitav komplet modela kućnog namještaja izrađenog od gline, koji je vjerojatno služio kao dječje igračke, a vjerno reproducira peć, stol, stolce i dr.

### Stari vijek: Iliri, Grci, Rimljani
Brojne gradine i gomile u Rami svjedoče život Ilira u Rami. Iliri su živjeli u gradinama, a pokapali se tako što bi na pokojnika u obliku stoga stavljali kamenje koje se s vremenom urušilo i ostale su samo gomile (gromile). Milenko S. Filipović točno je etnografski popisao sve gradine i gromile na području Rame. Filipović navodi da se sjeverozapadno od Varvare nalazi „Bila gromila“ koja potječe iz starijeg željeznog doba, negdje oko 800 g. pr. Kr. Iliri su se u brončanom dobu uglavnom bavili lončarstvom, a što dokazuju pronađeni predmeti od bronce koja se pravila od bakra i kositra. Vjerojatno je sirovina dovožena preko Salone iz Male Azije ili iz Europe. Kalupi su rađeni u Gradini iznad Podbora. Pri istraživanjima iz 1912. nađeni su neki predmeti iz brončanog doba. Nađene ogrlice, fibule i dugmad, iz latenske su kulture koju su donijeli Kelti oko 450 godina prije Krista. U Rami se nalaze brojna grčka groblja.
Za vrijeme Rimljana, Gradac u Ljubuncima kod Uzdola nalazio se na važnoj prometnici od Salone, preko Ravnog, Rame do Fojnice i Visokoga. O Gradcu kod Uzdola narod pripovijeda više predaja koje su se pokazale istinitim arheološkim istraživanjima koja su počela 2017. godine. Na brdu Gradac četiri metra ispod zemlje otkriveno je naselje starih Rimljana. Pronađen je  vodospremnik (čatrnja) star oko 19 stoljeća. Vodospremnik je vodom mogao opskrbljivati cijelo naselje.
Također je otkrivena starokršćanska crkva. Djeca su za Gradcom našla koplje koje je još 1997. čuvao Ivica Rajić u Uzdolu. Ostatci rimskoga puta još uvijek se naziru uz Makljen. Tim putem koristili su se i Osmanlije. Austro-Ugarska je izgradila novi put koji je bio u uporabi do sedamdesetih godina 20. stoljeća kada je izgrađem magistralni put.
Pruski konzul Otto Blau 1866. godine piše da je na području današnje Varvare ležao veliki rimski grad. U Varvari se kopala ruda. Godine 1905. Ahmet Manjušak kopao je temelje za štalu i naišao na kamene ostatke rimskih nadgrobnih spomenika. Iste godine Zemaljski muzej iz Sarajeva započeo je istraživanje lokaliteta te je utvrđeno da se ondje nalazila ranokršćanska bazilika iz 4. i 5. stoljeća. Crkva je imala dvije bočne prostorije i prostoriju koja je služila kao grobnica. Crkva je bila posvećena svetoj Barbari. Pod utjecajem Bizanta mjesto je umjesto Barbara prozvano Varvara. Prilikom izgradnje puta kroz Varvaru pronađeni su i ostatci vodovodnih cijevi. Fra Jeronim Vladić u svojim "Uspomenama o Rami i ramskom franjevačkom samostanu" piše kako je 1866. neki čovjek kopajući u Rami, u selu Varvara pronašao neobično velik čovječji zub.

### Srednji vijek
Bizantski car i pisac Konstantin VII. Porfirogenet u svom djelu De administrando imperio 949. godine spominje Ramu.[nedostaje izvor] Ugarsko-hrvatski regent Koloman 1102. godine titulirao se kao rex Ramae et Slavoniae et Dalmatiae. Rama je u doba hrvatskih banova i kraljeva bila županija smještena oko rijeke Rame i srednjeg toka rijeke Neretve. Sjedište joj je bila utvrda u gradu Studenac (Prozor), a na čelu župe župan ramski. Ustrojstva je bila kao i ostale hrvatske županije prema Primorju ili kao u onim sjevernijim, po bosanskoj unutrašnjosti. Prozor i danas predstavlja središte regije Rama.
Gubitkom hrvatski narodnih vladara i ulaskom u državnu zajednicu s Ugarskom, nestankom Duklje i jačanjem srpske (raške) države, proširila se Bosanska Banovina u kojoj se prelamaju silnice susjednih velesila. Raste i utjecaj Bizanta te kratko vrijeme car Manuel I. Komnen obnovio je vlast na cijelom Balkanu i okružju.
Zbog svojih prirodnozemljopisnih uvjeta, gdje visoke planine ograđuju ovaj kraj, Rama je ostala zatvorena, izolirana i skladna cjelina. Zemljopisni su čimbenici pridonijeli tome da je Rama sačuvala  nešto od svoje posebnosti, usprkos povremenih posezanja ili jače odnosno slabije vlasti susjeda, bez obzira na posezanja i povremenu jaču ili slabiju vlast neke od susjednih većih država.
Na selu Lug u Rami 1417. godine rođena je Vojača koja se udala za pretposljednjega bosanskog kralja Stjepana Tomaša s kojim je rodila zadnjega bosanskoga kralja Stjepana Tomaševića. Kralj Tomaš je razvrgnuo brak s Vojačom i 1446. oženio kćerku hercega Stjepana Vukčića Kosače. Vojača je umrla prije nego joj je sin postao kralj.</ref>Fra Ljubo Lucić, Rama kroz stoljeća, Rama – Šćit 2003.</ref>
U jednoj povelji koju je 1322. godine izdao Stjepan II. Kotromanić, spominje se od Rame knez Ostoja, a iz druge povelje koja je pisana 1323. godine doznaje se da je to bio knez Ostoja Pribojević. Ime grada Prozora prvi put se spominje u darovnoj povelji Tvrtka I., koju je izdao 11. kolovoza 1366. godine u župi Rami pod Prozor-gradom, kojom daruje vojvodi Vukcu Hrvatiniću, čitavu Plivsku župu s tvrdim Sokol-gradom.
Grad je najvjerojatnije nastao izgradnjom utvrđenja oko kojeg se kasnije razvilo predgrađe, ustvari gradsko naselje, a koje je još prije pada Bosne pod osmanlijsku vlast postalo poznato trgovište.

### Srednjovjekovne crkve
Još prije pada Bosne pod osmanskom vlašću u Rami je na Šćitu postojao samostan s crkvom. Sv. Alojzije Gonzaga pišući o samostanima u Bosni, na trinaestome mjestu opisuje Ramski samostan: "Ovaj je samostan svetoga Petra kod neke prastare crkve u pustošnom mjestu", a fra Jeronim Vladić tvrdi kako je to pustošno mjesto današnji Šćit. Predaja kazuje kako je ovdje od postanka bila crkva Blažene Djevice Marije u Rami, iz čega bi se dao izvući zaključak kako je crkva imala jednoga, a samostan drugoga patrona. Jeronim Vladić smatrao je kako je i crkva bila podignuta u čast sv. Petra i u toj je crkvi bila čudotvorna slika Gospina, koja se sada nalazi u Sinju, i imala je svoj omanji oltar. Nekoć su na ovoj crkvi bila pobočna vrata koja su se zvala "Gospina vrata".
Priča se da su na području Rame bile crkve u Gorici, Kućanima, Ravnici, Slatini, Lizopercima (na mjestu Crkvicama), Sovićima (na Rudinama, iznad Radoševih kuća) te na Risovcu (mjesto Crkvice). Također se priča da su na Gmićima bile dvije crkve: na njivi Pločicama (nailazi se na vapno) i na mjestu Turanj prema Lapsunju. Milenko S. Filipović zabilježio je predaju koja govori da je na Dugama bila čaršija i u njoj crkva.

### Osmanlijsko doba
Osmanlije su zauzele staru župu Ramu s gradom Prozorom u ljeto 1463. godine. U listopadu iste godine Vladislav Heregović ju je oslobodio, pa mu je ugarski kralj Matija Korvin 6. prosinca 1463. godine darovao Prozor, kao nagradu za pomoć u borbama koje je kralj tada vodio u Bosni. Od tada pa do 1469. godine nema joj spomena u izvorima. Godine 1469. Rama se javlja kao nahija u kadiluku Neretvi, a njen grad Prozor kao tvrđava s posadom. 
Nakon smrti osmanskog sultana Mehmeda II. (3. svibnja 1481.), Vlatko Hercegović, drugi sin hercega Stjepana Vukčića Kosače, duboko je prodro u Bosnu. Ne dobivši pomoć Osmanlije su u lipnju osvojile Uskoplje. Prozor su, prema predaji, tako što ih je neka baba nagovorila kako će presjeći vodovod koji je vodio do utvrde Prozor. Pripovijeda se da se kraljica s djecom u naručju bacila niz liticu. Skončala je na vrelu koje se prozvalo Kraljevac. (Ne odgovara povijesnoj činjenici da se kraljica bacila niz liticu, jer je posljednja bosanska kraljica Katarina Vukčić Tomašević iz Bosne pobjegla u Rim padom bosanskoga grada Bobovca koncem svibnja 1463. godine.) Osmanlije su nastavile napredovati osvojivši Počitelj. Vlatko Hercegović je bio ranjen i uspio pobjeći u Novi (današnji Herceg Novi). U tome gradu je imao 400 ugarskih vojnika koje mu je poslao kralj Korvin.
Sandžak-beg Ajaz je u studenome 1481. godine opsjeo Novi. Tada je napuljski kralj Ferante poslao dvije galije i jedan brod s hranom, a Matija Korvin je poslao tisuću vojnika. Dubrovčani su, također, potajno pomagali Vlatku. Međutim, Vlatko je 14. prosinca 1481. godine odustao od borbe. Kada su ugarski vojnici bili nadomak Novoga, Vlatko je sklopio sporazum sa Ajaz-begom i sa svojom obitelji otišao u Tursku. Tako je pao posljednji slobodni kraj bosanske države.

### Egzodus Ramljaka u listopadu 1687.
Pod Bečom je 12. rujna 1683. godine poraženo 250.000 turskih vojnika. U toj bitci iznimne zasluge pripadaju poljskome zapovjedniku Janu Sobieskom. Poraz Turaka pod Bečom bio je povod kršćanskim zemljama da se dignu na ustanak. U tom ratovanju oslobođeni su Lika, Slavonija do Une i Save te zapadni dio Srijema. Međutim, poraz pod Bečom 1683. godine naveo je Turke na još veću okrutnost u Bosni i Hercegovini. Nakon povijesne obrane Beča uslijedio je Morejski rat između Turaka i Mlečana 1684. u kojem su oslobođeni mnogi dalmatinski gradovi. Upadi kotarskih uskoka postali su svakodnevna briga turske vlasti te su nemilosrdno progonili domaće kršćane, a osobito franjevce u pograničnim područjima (Duvnu, Livnu i Rami). Uskok Stojan Janković pošao je u Ramu spasiti narod i fratre sa Šćita i u tome je pohodu na Duvanjskom polju 23. kolovoza 1687. godine poginuo te je egzodus Ramljaka odgođen. Bijeg fratara i njihova puka zbio se polovicom listopada 1687. godine kada je redovnička čitava obitelj od trideset šest osoba bježeći od turske odmazde s katoličkim pučanstvom iz Rame napustilo višestoljetna ognjišta i krenulo u Cetinsku krajinu. Bijeg je pripomogao sinjski kapetan Antonio Zeno, a organizirao ga je fra Pavao Vučković.
Paradigmatske su riječi staroga ramskoga fratra upućene fra Pavlu Vučkoviću koji je organizirao seobu Ramljaka: (…) Pametna je samo ona seoba kad staro zadržavaš, a na novom se širiš. Zato predlažem da ti odeš s onima koji te budu htjeli slijediti, a ja da ostanem s onima koji žele ostati. Jer bit će i takvih. Jer, isto je seliti i izgoriti – u oba slučaja ostaješ bez ičega .
Fratri su na konje natovarili crkveno ruho i "prateži druge posve malo". Uzeli su najdragocjenije blago Gospinu sliku i krenuli u Cetinsku krajinu. Kad su bili u Vran planini, gvardijan ramskoga samostana, fra Stjepan Matić, okrenuo se prema ostavljenoj crkvi. Od žalosti mu se pomutio razum. Vratio se natrag i spalio netom obnovljeni samostan i crkvu, da ih Turci ne bi oskvrnjivali.

### Austrougarsko doba
Prozor je u vrijeme austrougarske okupacije imao 845 stanovnika, a čitav kotar 9419. Prozor je pod novom vlašću bio sjedište kotra, a zatim i općine.

### Drugi svjetski rat
Četnici su 8. i 9. listopada 1942. godine četnici su ubili 954 Hrvata i Muslimana. Pokojnoga Uložnika četnici su pola pobili, ali je preživio te svjedočio na suđenju Draži Mihailoviću. Pred Bitku na Neretvi Josip Broz Tito boravio je u samostanu na Šćitu u sobi broj 7 u kojoj je inače boravio pokojni fra Mladen Lucić. Na Šćitu su boravili i Vladimir Nazor i Ivan Goran Kovačić. Neki povjesničari književnosti smatraju da je Ivan Goran Kovačić u Livnu počeo pisati, a u Rami završio svoje antologijsko djelo Jama. Kad su Nijemci saznali za Titov boravak bacili su bombu na samostan, ali nije eksplodirala. Barutom iz te bombe srušen je most u Jablanici.
Za vrijeme Drugog svjetskog rata veliki broj stanovnika je ubijen, a sam grad je bio potpuno razrušen i uništen. Tijekom rata, Prozor su partizani bili oslobodili tri puta. Bitka po kojoj je Prozor ostao poznat u povijesti je Bitka na Neretvi. Najpoznatija zapovijed Josipa Broza Tita bila je: Prozor noćas mora pasti.

### Egzodus Ramljaka 1968.
Izgradnjom Ramskoga jezera oko 5000 žitelja bilo je prisiljeno napustiti Ramu.

### Povijesni spomenici
- Prozorska sahat-kula
- Stari grad u Prozoru
- Prozorska kula, kula Matije Korvina[1]
- Kopčića turbe u Rumbocima
- Spomenik palim borcima NOB-a na Makljenu
- Crkva Presvetog Srca Isusova u Prozoru
- Crkva Uznesenja BDM i Franjevački samostan Šćit
- Čaršijska (Nuhefendića) džamija u Prozoru
- Etno Muzej u dvorištu samostana na Šćitu

## Naseljena mjesta
Općinu Prozor-Rama sačinjavaju sljedeća naseljena mjesta:
Blace, 
Borovnica, 
Dobroša, 
Donja Vast, 
Donji Krančići, 
Donji Višnjani, 
Družinovići, 
Duge, 
Gmići, 
Gorica, 
Gornji Krančići, 
Gornji Višnjani, 
Gračac, 
Gračanica, 
Grevići,
Heljdovi, 
Here,
Hudutsko, 
Ivanci, 
Jaklići, 
Klek, 
Kovačevo Polje, 
Kozo, 
Kućani, 
Kute,
Lapsunj, 
Lizoperci,
Lug, 
Ljubunci,
Maglice, 
Meopotočje, 
Mluša, 
Ometala, 
Orašac, 
Pajići,
Paljike, 
Parcani,
Paroš,
Ploča, 
Podbor, 
Proslap,
Prozor, 
Ravnica, 
Ripci, 
Rumboci, 
Skrobućani, 
Šćipe, 
Šćit, 
Šerovina, 
Šlimac, 
Tošćanica, 
Trišćani, 
Ustirama, 
Uzdol, 
Varvara i 
Zahum.
Na popisima 1971. i 1981. godine postojalo je i naseljeno mjesto Kopčići. Ovo naselje je na popisu 1991. ukinuto i pripojeno drugom naseljenom mjestu.

## Stanovništvo

### Popisi 1971. – 1991.
| Stanovništvo općine Prozor |                  |                  |                  |
| godina popisa              | 1991.            | 1981.            | 1971.            |
| Hrvati                     | 12.259 (62,03 %) | 12.088 (63,26 %) | 11.792 (65,64 %) |
| Muslimani                  | 7225 (36,56 %)   | 6698 (35,05 %)   | 5988 (33,33 %)   |
| Srbi                       | 45 (0,22 %)      | 49 (0,25 %)      | 94 (0,52 %)      |
| Jugoslaveni                | 100 (0,50 %)     | 193 (1,01 %)     | 42 (0,23 %)      |
| ostali i nepoznato         | 131 (0,66 %)     | 80 (0,41 %)      | 47 (0,26 %)      |
| ukupno                     | 19.760           | 19.108           | 17.963           |

#### Prozor (naseljeno mjesto), nacionalni sastav
| Prozor             |                |                |                |
| godina popisa      | 1991.          | 1981.          | 1971.          |
| Muslimani          | 2199 (61,66 %) | 1448 (65,22 %) | 1019 (73,84 %) |
| Hrvati             | 1199 (33,62 %) | 610 (27,47 %)  | 263 (19,05 %)  |
| Srbi               | 39 (1,09 %)    | 42 (1,89 %)    | 51 (3,69 %)    |
| Jugoslaveni        | 93 (2,60 %)    | 112 (5,04 %)   | 30 (2,17 %)    |
| ostali i nepoznato | 36 (1,00 %)    | 8 (0,36 %)     | 17 (1,23 %)    |
| ukupno             | 3566           | 2220           | 1380           |

### Popis 2013.
| Stanovništvo općine Prozor-Rama |                  |
| godina popisa                   | 2013.            |
| Hrvati                          | 10.702 (74,94 %) |
| Bošnjaci                        | 3525 (24,68 %)   |
| Srbi                            | 3 (0,02 %)       |
| ostali i nepoznato              | 50 (0,35 %)      |
| ukupno                          | 14.280           |

| Prozor – naseljeno mjesto |                |
| godina popisa             | 2013.          |
| Hrvati                    | 2217 (65,84 %) |
| Bošnjaci                  | 1130 (33,56 %) |
| Srbi                      | 2 (0,06 %)     |
| ostali i nepoznato        | 18 (0,53 %)    |
| ukupno                    | 3367           |

## Uprava
Općinski načelnik je dr. Jozo Ivančević (RNS).

### Općinsko vijeće (2024. – 2028.)
| Stranka                                        | Broj zastupnika (21) |
| ---------------------------------------------- | -------------------- |
| Ramska narodna stranka (RNS)                   | 8                    |
| Hrvatska demokratska zajednica BiH (HDZ BiH)   | 5                    |
| Hrvatska demokratska zajednica 1990 (HDZ 1990) | 3                    |
| Stranka demokratske akcije (SDA)               | 3                    |
| Socijaldemokratska partija BiH (SDP BiH)       | 1                    |
| Demokratska fronta (DF)                        | 1                    |

## Poznate osobe
- Vojača, prva supruga bosanskoga kralja Tomaša, majka zadnjeg bosanskog kralja Stjepana Tomaševića
- Diva Grabovčeva, mučenica
- Jeronim Filipović, hrv. propovjednik, vjerski pisac, prosvjetitelj, franjevac i provincijal Franjevačke provincije Presvetoga Otkupitelja
- fra Jeronim Vladić, pisac
- fra Stjepan Barišić, franjevac
- Osman Sabitović, političar
- Alija Dautbegović, vrhovni šerijatski sudac u NDH
- Rajko Glibo, pjesnik
- Damir Škaro, boksač (majka iz Rame, otac iz Duvna)
- Željko Tanjić, rektor Hrvatskog katoličkog sveučilišta
- don Pavao Crnjac, svećenik, pisac
- Luka Markešić, svećenik,  provincijal Franjevačke provincije Bosne Srebrene (1982. – 1991.)
- Veselko Tenžera, esejist, feljtonist
- don Ante Jelić, svećenik
- Vlado Kudić, književnik
- Tomo Mendeš, narodni heroj
- fra Jure Šarčević, svećenik
- Marko Dragić, filolog, redoviti profesor u trajnom zvanju
- Vlado Vladić, književnik, književni kritičar, prevoditelj i filozof
- Dragan Kapčević, nogometaš
- Ivan Antunović, sveučilišni profesor
- Delfina Tadić, prvakinja Bosne i Hercegovine u karateu
- Tomislav Jelić, hrvatski političar, zastupnik u Zagrebačkoj gradskoj skupštini
- Anita Dedić, sveučilišni profesor
- Zoran Čuljak, sveučilišni profesor
- Jerko Pavličević, sveučilišni profesor
- Helena Dragić, sveučilišni profesor
- Šimun Novaković, sveučilišni profesor
- Josip Grubeša, sveučilišni profesor
- Marijan Ćavar, nogometaš
- Irfan Hadžić, nogometaš
- Dženan Zajmović, nogometaš
- Mile Ćuk, general Hrvatske vojske
- Marko Bošnjak, pjevač
- Ramo Isak, bošnjački političar

### Načelnici Općine Prozor-Rama:
1. Gusto Zadro (1944. – 1945.)
2. Tadija Dedić (1945. – 1947.)
3. Markica Dedić (1947. 1951.)
4. Ahmet Hadžić (1951. – 1958.)
5. Franjo Jeličić (1958. – 1962.)
6. Miško Čuljak (1962. – 1967.)
7. Ilija Bradić (13. 6. 1967. – 9. 3. 1972.)
8. Derviš Kulagić (1972. – 1978.)
9. Nikola Budimir (1978. – 1982.)
10. Krešimir Fučec (1982. – 1983.)
11. Ante Dolić (1983. – 1984.)
12. Muhamed Zaimović (1984. – 1986.)
13. Nikola Ivić (1986. – 1988.)
14. Mile Tomić (1988. – 1990.)
15. Mijo Jozić (1990. – 1994.)
16. Jure Jurić (1995. – 1996.)
17. Jerko Pavličević (1996. – 1998.)
18. Dragan Meter (1998. – 1999.)
19. Jozo Vukoja (2000. – 2008.)
20. Jozo Ivančević (2008. – ...)

## Obrazovanje
- Osnovna škola Marko Marulić – Prozor
- Osnovna škola Alija Isaković – Prozor
- Osnovna škola fra Jeronim Vladić – Ripci
- Osnovna škola Ivana Mažuranića – Gračac
- Osnovna škola Šćipe
- Osnovna škola Veselko Tenžera – Uzdol
- Srednja škola Prozor

## Kultura
- Ramske jeseni
- Etno skupina Čuvarice

## Mediji
- Radio Rama

## Šport
- HNK Rama, nogometni klub
- HKK Rama, košarkaški klub
- HŽKK Rama, košarkaški klub
- ŠK Rama, šahovski klub
- KK Empi, karate klub
- VK Rama, veslački klub

U organizaciji HKK Rama održava se Streetball Rama od 2003. U novije vrijeme se održava kao Memorijalni turnir u uličnoj košarci Davor Ivančić - Dačo. Od 2012. na Ramskom jezeru održava se veslačka regata "Lake to lake".

## Gradovi prijatelji
- Sinj

## Vanjske poveznice
- Službena stranica općine
- Ramski Vjesnik
- Ramski internet portal
- Prozor.net
- Lug-Prozor.info
- Franjevački samostan Šćit
- Župa sv. Ivana Krstitelja Uzdol  Arhivirana inačica izvorne stranice od 1. veljače 2011. (Wayback Machine)
- Ramska Zajednica Zagreb  Arhivirana inačica izvorne stranice od 3. rujna 2011. (Wayback Machine)
- Portal Župe Gračac i okolnih mjesta   Arhivirana inačica izvorne stranice od 13. lipnja 2015. (Wayback Machine)